# Creme barreira
Creme barreira ou luva de silicone é uma preparação farmacêutica de uso externo que promove a proteção da pele e previne dermatites. É composto de óleo de silicone e creme base. Deve ser conservado em em recipientes de plástico opaco.